# Paraliparis albescens
Paraliparis albescens är en fiskart som beskrevs av Gilbert, 1915. Paraliparis albescens ingår i släktet Paraliparis och familjen Liparidae. Inga underarter finns listade i Catalogue of Life.